# Zentrum Kreuzberg
Das Zentrum Kreuzberg (bis 2000 Neues Kreuzberger Zentrum, kurz NKZ) ist ein Gebäuderiegel am Kottbusser Tor in Berlin-Kreuzberg, der 1969–1974 im Rahmen des Wiederaufbaus des kriegszerstörten Berlin entstand. Seine Architekten waren Werner Jokisch und Johannes Uhl.

## Beschreibung
Das Zentrum Kreuzberg ist ein Gebäude mit zwölf Etagen und 367 Wohnungen. Die Fassade bildet zum Platz hin einen leichten Winkel. Der Längsseite zur Straßenkreuzung hin ist ein viertelkreisförmig ausgelegter zwei- bis dreietagiger Bau vorgelagert, der rund 15.000 m² Nutzfläche für Gewerbe bietet. Schließlich gehörten zum NKZ auch zwei Parkhäuser, von denen eins zu einer Kindertagesstätte umgebaut wurde.
Bars, Restaurants, Kinos und die Stadtteilbibliothek gehören zu dem kulturellen Umfeld. Verkehrsmäßig ist das NKZ an den U-Bahnhof Kottbusser Tor mit zwei Linien und mehrere Omnibuslinien der BVG angebunden.

## Geschichte

### Vorgeschichte
Die Zerstörungen des Zweiten Weltkriegs hatten den umliegenden Kiez, oft nach seiner Postleitzahl SO 36 bezeichnet, nur teilweise betroffen. Lediglich 43 Prozent der Gebäude im Postleitzahlenbereich hatten Kriegsschäden zu verzeichnen. Die vorhandenen Gebäude stammten einer Erhebung aus dem Jahr 1963 zufolge zu 75 Prozent aus der Gründerzeit. Die Wohnblöcke, die dicht neben Gewerbe- und Leichtindustriebauten standen, wiesen eine geringe Qualität auf: 15 Prozent der Wohnungen am Kottbusser Tor verfügten über Badezimmer, 66 Prozent der Einwohner mussten ihre Toilette mit anderen Wohnparteien teilen. Eine weitere strukturelle Benachteiligung erfolgte 1961 durch den Bau der Berliner Mauer, der das Stadtquartier nach Norden und Osten von der gewachsenen Stadtstruktur abtrennte.
Die Berliner Verwaltung legte im Jahr 1963 nach einem städtebaulichen Gutachten durch die Gruppe um Hans Scharoun das Projekt Erstes Stadterneuerungsprogramm West-Berlins auf. Dieses fügte sich in die Ankündigung des Regierenden Bürgermeisters Willy Brandt ein, 56.000 ältere Wohnungen innerhalb von 15 Jahren abreißen und durch neue Bauten ersetzen lassen wollte. Ziel der Entwürfe für den Bereich am Kottbusser Tor war die Bebauung mit modernen, hohen Geschosswohnungsbauten. Diese Gebäudeblöcke sollten in Grünflächen eingebettet werden. Zudem sollte ein Straßenring zum Anschluss Kreuzbergs an andere Stadtteile sowohl in West- wie in Ost-Berlin angelegt werden.
Mit der Aufstellung des Stadterneuerungsprogramms wurden Architekten zu Bebauungswettbewerben eingeladen. Die Entwürfe von Werner Jokisch und Johannes Uhl erhielten die Präferenz. Zur Finanzierung sprachen Uhl und der Makler Günther Schmidt 1968 den westdeutschen Bauunternehmer Heinz Mosch an. Gemeinsam entwarfen sie ein Konzept, nach dem westdeutsche Privatinvestoren die Hälfte der Gesamtinvestition finanzieren sollten. Nach diesem Plan gründete sich als Eigentümerin und Bauherrin 1968 die Kommanditgesellschaft Schmidt & Press GmbH & Co. KG, die durch das Berlinförderungsgesetz zur Errichtung Steuervergünstigungen und Investitionszulagen erhielt. Im Dezember 1970 präsentierten Uhl, Schmidt und Mosch ihren Plan für ein Objekt mit 300 Ein- bis Drei-Zimmer-Wohnungen, 15.000 Quadratmetern Verkaufsfläche und 700 Autostellplätzen. Der Einzelhandel wurde in einem zweigeschossigen, viertelkreisförmigen Vorbau angeordnet. Der halbkreisförmige Gesamtkomplex sollte auch dazu dienen, das Kottbusser Tor gegenüber der geplanten Ringstraße abzuschirmen. Die Gesamtinvestitionssumme gaben die Projektentwickler mit 73,2 Millionen D-Mark an.

### Politische Auseinandersetzung
Die Neuentwicklungspläne lösten zunächst keine größere Kontroverse aus. 1964 kam es zu einer kritischen publizistischen Auseinandersetzungen durch Wolf Jobst Siedler mit städtebaulichen Neuentwicklungen in Berlin allgemein. 1965 ging der Architekt Werner March gezielt gegen die Pläne in SO 36 vor. Unter anderem versuchte er durch Interviews mit Bewohnern zu beweisen, dass der Kiez trotz aller Baudefizite eine hohe Lebensqualität aufweise. 1969 kritisierte eine ganze Artikelserie in der Fachzeitschrift Bauwelt den West-Berliner Stadtumbau und dabei insbesondere die Pläne für das Neue Kreuzberger Zentrum (NKZ). Eine Gruppe Berliner Architekten um Hartmut Frank trat wiederum der Reihe in der Bauwelt öffentlich entgegen.
Nach der Präsentation der Pläne durch Uhl, Schmidt und Mosch unterstützte die Berliner Stadtregierung dieses Projekt stark, auch mit dem Argument, dass dadurch weniger öffentliche Geldmittel für die Neuentwicklung benötigt wurde. Auch die anfängliche Presseberichterstattung war wohlwollend.
Allerdings wuchs die Kritik aus der Wohnbevölkerung der unmittelbaren Umgebung. In dieser war wegen der niedrigen Mieten in den vorangegangenen Jahren der Anteil von Künstlern, Wehrdienstflüchtlingen aus Westdeutschland, Vertretern der 68er-Bewegung und der Hausbesetzerszene gewachsen. Die Kritik am NKZ formierte sich vor allem in der Kreuzberger Stadtteilzeitung, die im November 1970 erstmals erschienen war. Die Artikel klagten insbesondere die Ausrichtung des Vorhabens auf Profit an und die brutalen Entmietungsmethoden in den noch vorhandenen Bestandsbauten auf der Projektfläche.
1971 verloren die Projektentwickler vorübergehend die politische Unterstützung, weil sie privaten Grundstückseigentümern höhere Kaufpreise als mit der Stadtverwaltung vereinbart gezahlt hatten und deshalb höhere öffentliche Zuschüsse verlangten. Nach einem Baustopp sagte die Politik dann doch eine weitere Unterstützung des Vorhabens zu. Nachdem Günther Schmidt im August 1971 ein Gebäude demolieren ließ, um die Bewohner zu vertreiben, verlor er einen Rechtsstreit, den eine Gruppe von Jusos gegen ihn angestrebt hatten.
Im populären Rauch-Haus-Song der Band Ton Steine Scherben, der Ende 1971 erstmals öffentlich gespielt wurde, fordert der Refrain „Schmeißt doch endlich Schmidt und Press und Mosch aus Kreuzberg raus“ und bezieht sich auf die Entwickler des NKZ.
Im Frühjahr reagierte der Berliner Senat auf den zunehmenden Unwillen in Kreuzberg gegenüber den Projektentwicklern sowie auf den Druck aus den Reihen der Jusos als Jugendorganisation der SPD und legte für das NKZ einen Anteil von Sozialwohnungen sowie Räume für eine Senioreneinrichtung fest. Zugleich wurde das Projekt mit weiteren 8 Millionen D-Mark aus dem Berlinförderungsgesetz unterstützt, was einem Viertel des jährlichen Baubudgets des Senats entsprach.

### Realisierung
1969 bis 1974 entstand das NKZ, wobei sich Entmietung und Niederlegung der Vorgängerbauten lange hinzogen und die eigentlichen Bauarbeiten im Wesentlichen von 1972 bis 1974 stattfanden. Mit Wohnküchen und Balkons zu jeder Wohnung lag die Qualität deutlich über der der meisten Bestandsbauten in der Nachbarschaft. Der Gebäuderiegel überbrückt die Adalbertstraße. Ihm schloss sich später ein ähnlicher Baukomplex bis zur Skalitzer Straße an, der unmittelbar mit dem NKZ verbunden ist. Fast zeitgleich entstand auch ein ähnlich strukturiertes Ensemble rund um den Mehringplatz. Das Gebäude wurde vom Sommer 1974 an bezogen.

### Niedergang
Die neuen Mieter am Kottbusser Tor zogen – vor allem wegen der engen wohnlichen Nähe und den als Sozialwohnungen ausgewiesenen Unterkünften – jedoch bald aus, Gewerbeflächen verzeichneten Leerstände. Auch die technische Qualität des Gebäudes war in Teilen mangelhaft. Das führte zu wachsender Kriminalität und Verslumung. Der Senat und das Bezirksamt reagierten mit einem geänderten Konzept „zur behutsamen Stadterneuerung“. Unter dem Einfluss der Internationalen Bauausstellung 1984/87 entwickelten die Planer Vorschläge für Veränderungen des Wohnumfelds am Kottbusser Tor, die schrittweise verwirklicht wurden.

### Wiederbelebung
1988 erfolgte ein Umbau des Parkhauses in der Dresdener Straße zu einer Kindertagesstätte, die Betontreppe für die Gewerbevorbauten an der Adalbertstraße wurde anschließend durch eine filigranere Stahltreppe ersetzt. Die Hauseingänge wurden renoviert und so umgebaut, dass nur noch Bewohner hinein gelangen, Fahrstühle erneuert. Trotzdem blieben die Kaltmieten bis heute relativ gering.
Ein zu Beginn des 21. Jahrhunderts eingeführtes Quartiermanagement erreichte eine allmähliche Wiederbelebung des NKZ. Als äußeres Zeichen des Wandels erhielt der Gebäudekomplex im Jahr 2000 den geänderten Namen Zentrum Kreuzberg, der als Leuchtschrift an der Betonbrücke über der Adalbertstraße montiert wurde. Alle Wohnungen sind inzwischen vermietet, auch das verbliebene Parkhaus und es gibt Wartelisten für Interessenten.
Im Gewerbevorbau wurde im Jahr 2009 ein Backpacker-Hotel eingerichtet.
Im April 2017 erwarb das kommunale Wohnungsbauunternehmen Gewobag das Zentrum Kreuzberg.